# Daring Lions and Dizzy Lovers
Daring Lions and Dizzy Lovers è un cortometraggio muto del 1919 scritto, sceneggiato e diretto da William H. Watson (William Watson).

## Produzione
Il film fu prodotto dalla Century Comedies (Century Film).

## Distribuzione
Distribuito dall'Universal Film Manufacturing Company, il film - un cortometraggio in due bobine - uscì nelle sale cinematografiche USA il 20 settembre 1919.